# Olivier Florid
Olivier Florid, né en 1972, est un gymnaste aérobic français.
Il remporte aux Championnats du monde de gymnastique aérobic 1999 à Hanovre la médaille d'argent en solo masculin ; il est sacré champion d'Europe à Birmingham la même année.
Il est depuis professeur des écoles à l'école primaire Marcelle-Nadaud à Châteauneuf-sur-Charente.
Il a porté la flamme olympique à Cognac le 24 mai 2024.